# Batu Putih (Pelawan)
Batu Putih is een bestuurslaag in het regentschap Sarolangun van de provincie Jambi, Indonesië. Batu Putih telt 2188 inwoners (volkstelling 2010).